# Dolichogryllus bicolor
Dolichogryllus bicolor is een rechtvleugelig insect uit de familie krekels (Gryllidae). De wetenschappelijke naam van deze soort is voor het eerst geldig gepubliceerd in 1968 door Lucien Chopard & Baccetti.